# Карлос Агостињо до Росарио
Карлос Агостињо до Росарио (порт. Carlos Agostinho do Rosário; Машише, 26. октобар 1954) мозамбички је политичар и дипломата који од 2015. обавља функцију седмог по реду премијера Мозамбика. Члан је владајуће политичке партије ФРЕЛИМО. 
Дипломирао је економију на Универзитету Едуардо Мондлане у Мапуту, а током 1977. почео је да ради на одељењу за економију и финансије при Минисатарству јавне управе Мозамбика. Године 1987. постављен је на место гувернера покрајине Замбезије. Једно краће време током 1994. био је на месту народног посланика у националном Парламенту, а убрзо је постављен на место Министра пољопривреде и рибарства (на функцији остао до 1999. године). Потом одлази у иностранство и наредних 6 година (2002−2008) обавља функцију Високог комесара Мозамбика за Индију и Шри Ланку, а потом обнаша дужност амбасадора у Индонезији (2009−2015. године).